# Amphinemura albifasciata
Amphinemura albifasciata är en bäcksländeart som beskrevs av Ignac Sivec 1981. Amphinemura albifasciata ingår i släktet Amphinemura och familjen kryssbäcksländor. Inga underarter finns listade i Catalogue of Life.